# Grote Prijs Jef Scherens 1976
Il Grote Prijs Jef Scherens 1976, undicesima edizione della corsa, si svolse il 19 settembre 1976 su un percorso di 214 km, con partenza e arrivo a Lovanio. Fu vinto dal belga Frans Verbeeck della Ijsboerke-Colnago davanti ai suoi connazionali Etienne Van der Helst e Walter Naegels.

## Ordine d'arrivo (Top 10)
| Pos. | Corridore             | Squadra                 | Tempo    |
| ---- | --------------------- | ----------------------- | -------- |
| 1    | Frans Verbeeck        | Ijsboerke-Colnago       | 5h03'00" |
| 2    | Etienne Van der Helst | Ti-Raleigh-Campagnolo   |          |
| 3    | Walter Naegels        | Ijsboerke-Colnago       |          |
| 4    | Franky De Gendt       | Ijsboerke-Colnago       |          |
| 5    | Jef De Schoenmaecker  | Molteni-Campagnolo      |          |
| 6    | Aad van den Hoek      | Ti-Raleigh-Campagnolo   |          |
| 7    | Marcel Laurens        | Ijsboerke-Colnago       |          |
| 8    | Jan Raas              | Ti-Raleigh-Campagnolo   |          |
| 9    | Eric Leman            | Zoppas-Splendor-Sinalco |          |
| 10   | Lieven Malfait        | Maes Pils-Rokado        |          |